# Guerres Herero
Les Guerres Herero foren una sèrie de guerres colonials entre l'Imperi alemany i els hereros de l'Àfrica Sud Occidental Alemanya (la Namíbia actual).

## Antecedents
El hereros eren pastors de bestiar, que cupaven la majoria del centre i del nord de l'Àfrica del sud-oest.
Durant el repartiment de l'Àfrica entre les potències colonialistes europees,  l'Àfrica del sud-oest va ser reclamada per Alemanya l'agost de 1884. En aquell temps era l'única potència estrangera al territori que semblava interessada pel poblament blanc. Els colonitzadors alemanys que arribaren en els anys següents van ocupar-hi grans àrees de terra, ignorant qualssevol reclamació dels hereros i altres nadius, malgrat que llur resistència a cedir les seves terres als colons fou contínua.
Una mena de pau va ser acordada el 1894. Aquell any Theodor Leutwein esdevingué governador de la colònia i va començar un període de desenvolupament ràpid. Els colons blancs foren encoratjats a anar a la colònia i apropiar-se de més terra dels nadius.

## La gran rebel·lió
El 1903, una part de les tribus khoi i herero es van revoltar i aproximadament 60 colons alemanys van morir. Es van enviar tropes des d'Alemanya per restablir l'ordre, però només van tenir èxit a dispersar els rebels, i el 12 de gener de 1904 els hereros, dirigits pel cap Samuel Maharero, van començar la revolta a gran escala
L'agost de 1904, el general Lothar von Trotha va idear un pla per aniquilar la nació herero. El pla consistia a envoltar la zona on hi havia els hereros i deixar-los només una via que els permetés escapar cap al desert. Durant dos mesos, els hereros van lluitar contra els alemanys tot patint i pèrdues menors. A l'octubre de 1904, el general Lothar von Trotha va ordenar de posar en marxa el seu pla, que consistia a matar tots els mascles herero i conduir les dones i nens al desert. Tan aviat com la notícia d'aquesta ordre va arribar a Alemanya, fou revocada, però aleshores la revolta nativa ja  no tenia aturador. Quan l'ordre fou derogada, al final de 1904, els presoners ja havien estat tancats en camps de concentració i cedits com a mà d'obra esclava a homes de negocis alemanys. En aquelles condicions infrahumanes, molts van morir de sobrecàrrega de treball i desnutrició.
Tot i així, la revolta indígena no s'aturava,  I von Trotha va posar en marxa una variant del pla, que eliminava la matança dels homes herero i obligaria tota la població a fugir cap al desert. Quan la majoria del poble herero havia escapat per l'únic passatge posat a la seva disposició pels alemanys,  se li va impedir sistemàticament d'apropar-se als pous d'aigua i aleshores van començar a morir de fam i set. Això va transformar la guerra en un autèntic i calculat genocidi.
La revolta va durar fins a 1907 i va acabar amb la destrucció quasi total del poble herero. "La guerra contra els hereros i nama va ser la primera en què l'imperialisme alemany va recórrer a mètodes de genocidi ....". Aproximadament 80.000 hereros vivien a l'Àfrica Sud Occidental Alemanya al començament de la dominació colonial d'Alemanya sobre l'àrea, mentre que després de ser derrotada la revolta, sumaven aproximadament 15.000. En un període de quatre anys, aproximadament 65.000 hereros van morir (les estimacions varien entre 34.000 i 110.000).
En el 100è aniversari de la massacre, el 16 d'agost del 2004, el ministre alemany de Desenvolupament Econòmic i Cooperació, Heidemarie Wieczorek-Zeul, va rememorar els morts al lloc on es van produir aquelles atrocitats  i va demanar perdó de manera oficial pels crims en nom de tots els alemanys. Va declarar: "Nosaltres els alemanys accepten la nostra històrica responsabilitat moral i la culpabilitat en què van incórrer els alemanys en aquell temps" i va admetre que les massacres eren equivalents a un genocidi. Hereros i namas van exigir reparacions financeres, però, el 2004 només alguns mitjans de comunicació alemanys van dedicar-hi una mínima atenció; la majoria ni ho va esmentar.
El 1908 l'autoritat alemanya sobre el territori s'havia restablert completament. Al punt més alt de la campanya 19.000 soldats alemanys van estar implicats en la guerra.
En aquests anys es van descobrir diamants al territori, la qual cosa va ajudar molt a augmentar-ne la prosperitat. Tanmateix va ser efímera per a Alemanya, ja que el 1915, durant la Primera Guerra Mundial, forces britàniques i sud-africanes van ocupar la colònia I després de la guerra fou administrada com a part del protectorat de Betxuanalàndia, fins que es va establir el mandat de la Societat de Nacions el 1929 en favor de Sud-àfrica.

## Les Guerres Herero en la literatura
Les Guerres Herero i les massacres que hi van tenir lloc són descrites en un capítol de la novel·la de 1963 V, de Thomas Pynchon. La història tràgica del genocidi herero també apareix a la novel·la de Pynchon de 1973, Gravity's Rainbow.
El pesat peatge del genocidi herero en vides individuals i pèrdues materials en la cultura herero és reflectida en la novel·la històrica de 2013 Mama Namíbia de Mari Serebrov.
La guerra i la massacre és significativament present en The Glamour of Prospecting, un compte contemporani de Frederick Cornell sobre els seus intents de buscar diamants a la regió. En el llibre descriu els seus primers contactes amb els camps de concentració a l'Illa Shark, entre altres aspectes del conflicte.